# Лусинда Рајли
Лусинда Рајли (енгл. Lucinda Riley; Лизберн, 1966 — 11. јун 2021) била је ирска списатељица и некадашња глумица. У другој деценији 21. века постала је популарна по серији љубавних романа од којих су многи постали светски бестселери, продати у вишемилионским тиражима.

## Биографија
Лусинда Рајли рођена је као Лусинда Едмондс (енгл. Lucinda Edmonds) у Северној Ирској. Првих шест година живота провела је у месту Драмбег поред Лизберна, након чега се породица преселила у Енглеску, где је Лусинда пошла у школу. Лусиндина мајка била је бивша глумица, бака оперска певачица, а бакин брат дизајнер светла у лондонској Опери, па јој је позоришна сцена била блиска одмалена. Као мала је похађала часове балета и глуме, а са четрнаест је у Лондону уписала школу глуме и плеса. Са шеснаест година добила је насловну улогу у Би-Би-Си-јевој телевизијској серији The Story of the Treasure Seekers. Наредних седам година професионално се бави глумом на телевизији и у позоришту. Са 23 године почиње да се бави писањем.
Почетком 2000-их подигла је на острву Ко Чанг на Тајланду, на земљи коју је пре много година купио њен отац, кућу по сопственом нацрту. Живела је у Норфоку и у Француској, са мужем и четворо деце. Године 2017. дијагностификован јој је рак и умрла је 11. јуна 2021. године.

### Филмографија
- The Story of the Treasure Seekers (1982)
- Auf Wiedersehen, Pet (1983)
- Jumping the Queue (1989)[4]

## Књижевни рад
Лусинда Рајли написала је свој први роман, Lovers and Players, када јој је било 23 године. Већ тај први роман постигао је неочекивани успех, па је одмах по његовом објављивању потписала уговоре за наредне романе. Првих осам романа, до 2000.те године, објавила је под именом Лусинда Едмондс, а тада прави дужу паузу. Наредни роман, Кућа орхидеја, објављује 2010. године, сада као Лусинда Рајли и он постиже вртоглави успех широм света, са преко 3,5 милиона продатих примерака. У наредном периоду Лусинда пише више романа и прерађује два раније објављена.Њене књиге преведене су на 30 језика и продате у преко 10 милиона примерака. Године 2012. започиње серијал Седам сестара, а у најави је и Холивудски серијал који ће се радити по овим романима.
У Србији романе Лусинде Рајли објављује издавачка кућа Лагуна.

### Романи објављени под именом Лусинда Рајли
- The Orchid House (2010) - Кућа орхидеја (објављен у Србији 2011)[7]
- The Girl on the Cliff (2011) - Девојчица на литици (објављен у Србији 2012)[8]
- The Light Behind the Window (2012) - Светло у прозору (објављен у Србији 2015)[9]
- The Midnight Rose (2013) - Поноћна ружа (објављен у Србији 2013)[10]
- The Angel Tree (2014) - Анђеоско дрво (објављен у Србији 2019)
- The Italian Girl (прерађени роман Aria из 1996) (2014)
- The Olive Tree (2016) - У сенци маслине (објављен у Србији 2019)
- The Love Letter; прерађени роман Видети дупло (Seeing Double) из 2000. (2018) - Љубавно писмо (објављен у Србији 2018)

### СеријалСедам сестара
- The Seven Sisters (2014) - Седам сестара: Мајина прича (објављен у Србији 2016)[11]
- The Storm Sister (2015) - Седам сестара 2: Олујна сестра: Алина прича (објављен у Србији 2017)[12]
- The Shadow Sister (2016) - Сестра из сенке (објављен у Србији 2017)[12]
- The Pearl Sister (2017) - Бисерна сестра: КеКе и њена прича (објављен у Србији 2018)[13]
- The Moon Sister (2018) - Месечева сестра: Тиги и њена прича (објављен у Србији 2018)[14]